# Get It Together
Get It Together – singel The Jackson 5 z albumu G.I.T.: Get It Together.

## Lista utworów
1. Get It Together
2. Touch